# Toshimitsu Imaï
Toshimitsu Imaï (今井 俊満, Imai Toshimitsu) est un peintre japonais né à Kyoto le 6 mai 1928 et mort le 3 mars 2002.
Son œuvre rapproche l'abstraction de la sensibilité japonaise. 

## Biographie
Après ses études traditionnelles, Toshimitsu Imaï entre en 1948 à l'École des beaux-arts de Tokyo. En 1951, il reçoit le prix Kansai-Shinseisaku et en 1952, le prix du 15e Salon Shinseisaku.
En 1952, Imaï se rend à Paris où il s'inscrit à l'Académie de la Grande-Chaumière et à la Sorbonne pour y étudier l'histoire médiévale et la philosophie. En 1953 et 1954, il expose à Paris au Salon de l'art sacré. Il fréquente le critique Michel Tapié et sa peinture, jusque-là proche du fauvisme, devient abstraite ; il intègre toutefois dans son travail des motifs figuratifs, des poèmes ou des textes.

### Initiateur de l'art contemporain
En 1956, Toshimitsu Imaï organise dans son pays une exposition de groupe où figurent à ses côtés Sam Francis et Georges Mathieu. Il devient ainsi un des initiateurs du Japon à l'art occidental, surtout à l'art informel. À partir de 1956, le galeriste Leo Castelli vend  ses œuvres à New York, de même qu'à partir de l'année suivante la galerie Stadler à Paris. Il obtient des succès internationaux à la Biennale de São Paulo de 1953 et à la Biennale de Venise de 1960. En 1962, il est couronné par le prix de la 5e exposition d'art contemporain japonais et le musée national d'Art moderne de Tokyo lui achète plusieurs toiles. 
À partir des années 1970, Imaï fait souvent le voyage de Paris. En 1982, il est exposé au  Centre Georges Pompidou. En 1984, il fonde l'Association des artistes japonais contemporains. Il est choisi par la maison de champagne Taittinger pour dessiner leurs étiquettes en 1984 et 1988. Une exposition lui est consacrée par Françoise Francisci à la galerie Éolia, rue de Seine à Paris. 
En 1991, il est nommé citoyen d'honneur de la Ville de Madrid, et de la Ville de Lyon en 1992.
En 1996, il est nommé chevalier de la Légion d'honneur et commandeur de l'ordre des Arts et des Lettres en 1997.

## Publication
- Imai, Tokyo, Shiro éd., 1975.

## Distinctions
- Commandeur de l'ordre des Arts et des Lettres lors de la promotion du 21 mars 1997[1].